# Copiphana albo-ochracea
Copiphana albo-ochracea là một loài bướm đêm trong họ Noctuidae.